# 布藍王朝
布藍王朝，是可薩汗國的統治王朝(8-10世紀)。
該王朝以布蘭的名字命名，他可能是也可能不是其創始人（在另一個版本中，薩布里爾）。
雖然布藍有實權但不是可汗(名義上的可汗出身阿史那氏)，在8至9世紀之交，他的後裔俄巴底亞接受了猶太教成為真正的統治者，
一些學者，例如米哈伊爾·阿爾塔莫諾夫和奧梅爾揚·普里查克將布藍王朝的崛起設想為一個相關的猶太化氏族對執政的阿史那氏王朝的漸進或突然政變。其他人則將這場假想的政變與卡巴爾人的叛亂聯繫起來。或者，有人認為可薩人在皈依猶太教后的一段時間內放棄了雙重君主制，後來由可薩人的國王獨自統治。